# Maria Drăgan
Maria Drăgan (n. 23 august 1947, Bălăurești, raionul Nisporeni, Republica Moldova – d. 6 octombrie 1986, Bălăurești, raionul Nisporeni, Republica Moldova) a fost o interpretă sovietică moldoveană de muzică populară.

## Biografie

### Copilăria și studiile
S-a născut în 23 august 1947 în satul Bălăurești, raionul Nisporeni. Maria era mezina familiei cu șase copii a lui Anastas și a Alexandrei Drăgan.
După absolvirea școlii medii din sat (8 clase), studiază un an la Școala medie de muzică „Ștefan Neaga” din Chișinău (1964-1965). Aici este descoperită și apreciată de Isidor Burdin, violonist, compozitor și conducătorul artistic al ansamblului de tineri din cadrul școlii.

### Debutul și activitatea artistică

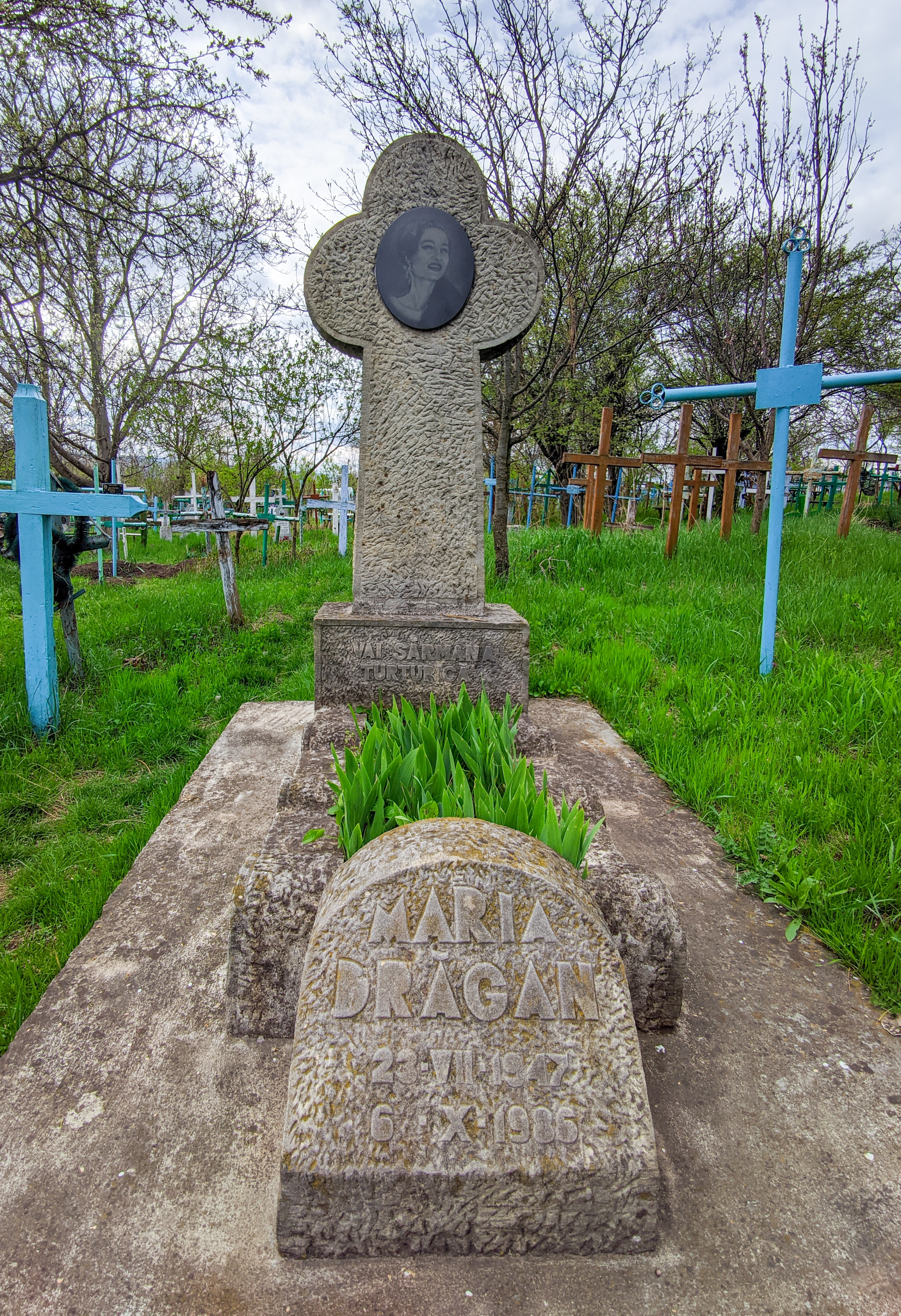
Mormântul interpretei în localitatea natală.

După terminarea studiilor, în 1965, Maria Drăgan evoluează în formația lui Isidor Burdin de pe lângă Casa de Cultură din sectorul Buiucani (Chișinău), plecând într-un turneu în Italia.
Întoarsă în țară, în 1966, află că la Filarmonica de Stat din Republica Moldova s-a anunțat crearea unui ansamblu de muzică populară: Orchestra „Mugurel”. Este admisă cu succes pentru postul de solist vocal la concursul organizat de filarmonică. Activează la acest ansamblu, sub conducerea muzicală a violonistului Valeriu Negruzzi (menționat uneori ca Negruți sau Negruță), până în 1974, când Orchestra „Mugurel” se desființează. Din orchestră au făcut parte instrumentiști ca: Alexandru Vacarciuc (acordeon), Petru Dabija (țambal), Liusic Rozman (vioară), Sergiu Cojoc (taragot), Ion Ciobanu (violă), Vasile Chilcic (contrabas).
Se bucură de succes în Ungaria, la Festivalul de artă al RSS Moldovenești (1971), unde este distinsă cu Premiul special.
În perioada 1975-1976 este solistă a Orchestrei „Lăutarii” a Filarmonicii de Stat din Chișinău.
De-a lungul carierei artistice, a întreprins numeroase turnee în URSS.

### Declinul
Maria Drăgan a suferit de tuberculoză, boală care i-a pricinuit și moartea. Ajunge să cânte în 1977 la restaurantul „Beciul Vechi” din sectorul Botanica, iar în 1978-1979 la Orchestra „Ciocârlia” a Palatului Sindicatelor din sectorul Râșcani, condusă de Valeriu Negruzzi.

### Decesul
Se stinge prematur din viață în satul natal la vârsta de 39 de ani.

## Repertoriu
Repertoriul Mariei Drăgan era alcătuit din cântece populare din Basarabia, cântece populare românești preluate de la interprete precum Maria Tănase, Ioana Radu, Aurelia Fătu-Răduțu etc. și romanțe românești.
| Repertoriu propriu (muzică populară basarabeană) | Preluări (muzică populară românească) | Romanțe românești |
| --- | --- | --- |
| - Bine îi la șezătoare - Cine nu-i de veselie - Colea-n vale, la pârău - De-ar fi după mine, bade - Eu la joc, mama la joc (cântec satiric) - Mă usuc ca frunza-n vânt - Măi, Ioane - Pe sub flori mă legănai (doină) - Vai, sărmana turturică - Vin bădiță, vin deseară | - Cioca-boca la fereastră (cântec din Ardeal cunoscut mai bine cu titlul Omule cu calul sur) - De s-ar afla cineva (doină veche din Ardeal) - Foaie verde, bob năut (Ioana Radu) - Hop, lele, hop (învârtită din Ardeal) - Leliță Ioană (Ioana Radu) - Lume, lume (Maria Tănase) - Vino, bade (Aurelia Fătu-Răduțu) | - Am început să-mbătrânesc (Henry Mălineanu – Jacques Fulga) - La fereastra casei mele (Păsărică, mută-ți cuibul) - Pe lângă boi (Vespasian Vasilescu – George Coșbuc) |

## Discografie
Maria Drăgan a avut ocazia foarte rar să înregistreze, în ciuda repertoriului său cuprinzător. A înregistrat 12 piese la TeleRadio-Moldova și nu a avut nicio apariție discografică antumă. În memoria ei, în 1999, s-a editat la Muzic Master caseta audio „Vai, sărmana turturică...” cu 10 din cele 12 piese înregistrate la Radio Moldova.

### ÎnregistrăriTeleRadio Moldova
| An      | Piese                                                                                                   | Acompaniament                                           | Note                           |
| ------- | --- | ------------------------------------------------------- | ------------------------------ |
| 1967    | 1. Doina (De s-ar afla cineva) 2. Foaie verde, bob năut 3. Hop, lele, hop 4. Leliță Ioană 5. Vino, bade | Orchestra „Mugurel”, dirijor Valeriu Negruzzi           | aranjor Dumitru Blajinu (1, 3) |
| 1969    | 1. Cine nu-i de veselie 2. Cioca-boca la fereastră 3. Eu la joc, mama la joc 4. Vai, sărmana turturică  | Orchestra „Mugurel”, dirijor Valeriu Negruzzi           |                                |
| 1972    | Toarce, lele, toarce                                                                                    | Orchestra „Folclor”, dirijor și aranjor Dumitru Blajinu |                                |
| indisp. | De-ar fi după mine, bade Veniți acasă, mamă, tată (Marian Stârcea – Maria Tofan-Bâlici)                 | indisp.                                                 |                                |

### CasetaMuzic Master
| An   | Piese | Acompaniament                                                                                | Note                              |
| ---- | --- | -------------------------------------------------------------------------------------------- | --------------------------------- |
| 1999 | 1. Vai, sărmana turturică (1969) 2. Cine nu-i de veselie (1969) 3. Cioca-boca la fereastră (1969) 4. Hop, lele, hop (1967) 5. Toarce, lele, toarce (1972) 6. Doina (1967) 7. Vino, bade (1967) 8. Eu la joc, mama la joc (1969) 9. Leliță Ioană (1967) 10. Foaie verde, bob năut (1967) | Orch. „Mugurel”, dir. Valeriu Negruzzi (1-4, 6-10) Orch. „Folclor”, dir. Dumitru Blajinu (5) | aranjor Dumitru Blajinu (4, 5, 6) |

## Filmografie
În 1967 a realizat la Televiziunea din Moldova filmări pentru piesele „Foaie verde, bob năut”, „Hop, lele, hop” și „Leliță Ioană”, cu Orchestra „Mugurelul”, dirijată de Valeriu Negruzzi.
Maria Drăgan a participat la realizarea peliculelor Tablouri muzicale (Telefilm-Chișinău, 1970) și Călătorie la Nehvoraisk (Moldova-Film, 1971).
În 1988 s-a produs filmul documentar color Vai, sărmana turturică... (scenariul Iurie Bălan, regia Vlad Druc), în semn de omagiu Mariei Drăgan.